# Valerio Zurlini
Valerio Zurlini (Bolonia, 19 de marzo de 1926 - Verona, 26 de octubre de 1982) fue un director de cine italiano.

## Biografía
Se trasladó de niño, junto a su familia, a Roma. Allí realizó su educación secundaria en un rígido instituto de jesuitas. Terminados sus estudios, Zurlini pasa las vacaciones en Riccione, las últimas que vivirá con despreocupación de estudiante (y que, posteriormente, le servirán de inspiración para su película Estate violenta). Después, decide alistarse en el Corpo Italiano di Liberazione, que luchaba junto a los aliados contra la ocupación nazi de Italia.
Tras la Segunda Guerra Mundial, estudia Derecho e Historia del Arte. Tras una primera experiencia con el teatro universitario en la Facultad de Letras de Roma, se traslada a Milán donde trabaja año y medio como ayudante de dirección en el recién creado Piccolo Teatro. 
Entre 1949 y 1952 realizó algunos cortometrajes en los que inicia su colaboración con el compositor Mario Nascimbene. En aquellos momentos era costumbre en las salas de proyección que antes de un largometraje se proyectara un corto: así fue como Pietro Germi conoció la incipiente obra de Zurlini y lo recomendó a la productora Lux Film, una de las más importantes de Italia. El directivo de la Lux, Gatti, decide encomendar a Zurlini la dirección de un largometraje y le proponen adaptar Le ragazze di San Frediano de Vasco Pratolini, aunque mientras se concreta el proyecto Zurlini colabora con John Huston en el rodaje de Beat the Devil, que tuvo lugar en Campania. Finalmente, Le ragazze di San Frediano será el primer largometraje rodado por Zurlini, en el que participaron los actores Rossana Podestà, Corinne Calvet, Antonio Cifariello, Giulia Rubini, Marcella Mariani, Giovanna Ralli y Giuliano Montaldo.
Pese al éxito de crítica y público de su primera película, Zurlini debió esperar cinco años para rodar su siguiente película, tras fracasar su intento de dirigir un guion propio, Guendalina, que el productor Carlo Ponti confió finalmente a Alberto Lattuada, para gran desilusión de Zurlini que, con esta película, ganó en 1958 el Premio Nastro d'argento al mejor guion.
Zurlini entró en contacto con la productora Titanus y, con ella, rodó sus siguientes películas: Estate violenta (1959), protagonizada por Jean-Louis Trintignant, Eleonora Rossi Drago y Enrico Maria Salerno, ambientada en Riccione en los años de la Segunda Guerra Mundial en la que se narran los amores entre un estudiante y una mujer; en La ragazza con la valigia (1960) dio su primer papel importante al actor Jacques Perrin y consiguió una de las mejores interpretaciones de Claudia Cardinale. 
En 1962 su película Cronaca familiare (basada en una novela de Vasco Pratolini) ganó el León de Oro del Festival de Venecia, ex aequo con La infancia de Iván de Andréi Tarkovski. La película de Zurlini estaba protagonizada por Marcello Mastroianni y Jacques Perrin.
En 1965 dirigió Le soldatesse, ambientada en 1942, en la Grecia ocupada por las tropas italianas. Zurlini sufre, por segunda vez, una gran decepción al encomendar los productores un proyecto en el que había trabajado durante mucho tiempo a otro director. En este caso, se trató de la adaptación de la novela de Giorgio Bassani Il giardino dei Finzi-Contini que rodará Vittorio De Sica.
En esta misma época, Zurlini dirige tres obras de teatro y graba para la televisión algunos anuncios publicitarios que se hicieron muy populares, como el que protagonizó Armando Francioli para Lebole (1964) o los de Mina para Barilla (1965 y 1970).
En 1965 presentó en el Festival de Cannes su película Seduto alla sua destra, que recibió malas críticas y fue un fracaso de público. Se trataba de una película nacida, en origen, como un episodio en una obra colectiva sobre los Evangelios que debería haber costado de cinco partes dirigidas por cinco directores distintos. Sin embargo, Zurlini prolongó tanto el suyo que lo convirtió en una película exenta. Se inspiró en la figura del político Patrice Lumumba, el malogrado primer ministro de la República Democrática del Congo, quien fuera el primero en ocupar dicho cargo.
El mayor éxito comercial de la carrera de Zurlini llegó en 1972 con La prima notte di quiete (La primera noche de la quietud), película protagonizada por Alain Delon, Lea Massari y Giancarlo Giannini. Las críticas, sin embargo, fueron muy negativas.
La última película rodada por Zurlini fue El desierto de los tártaros, adaptación de la novela homónima de Dino Buzzati. Se estrenó en 1976 con el título homónimo. Fue una costosa coproducción que contó con un excelente reparto internacional, integrado entre otros, por los actores Jacques Perrin, Vittorio Gassman, Giuliano Gemma, Helmut Griem, Philippe Noiret, Fernando Rey, Jean-Louis Trintignant, Max Von Sydow y Francisco Rabal), y con música de Ennio Morricone. Se rodó en la ciudad iraní de Arg-é Bam. En los Premios David de Donatello de 1977 ganó en las categorías de mejor director y mejor película.

## Otras actividades
Zurlini también dirigió teatro. En 1973 tuvo gran éxito con la dirección de La strega de E. Berger, en la que participaron los actores Anna Proclemer, Mario Feliciani, Daniela Nobili y Virgilio Zernitz. Asimismo, dirigió el doblaje al italiano de numerosas películas extranjeras y dio clases en el Centro Sperimentale di Cinematografia.

## Filmografía

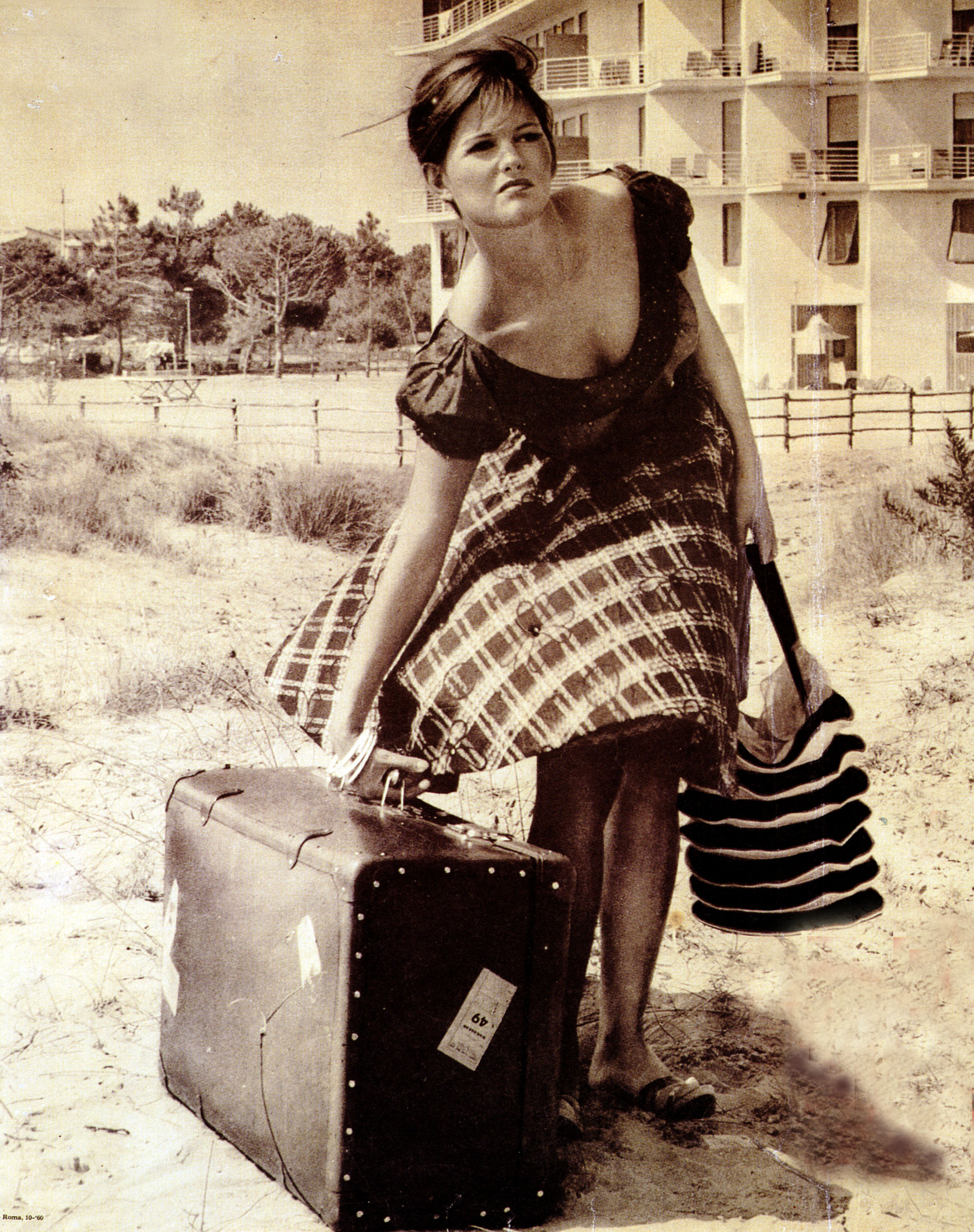
Claudia Cardinale en un fotograma del largometraje de 1961 La chica de la maleta.

La versión en español de los títulos procede de la página de Filmaffinity.

### Cortometrajes
- 1949: Favola del cappello
- 1950: Racconto del quartiere
- 1950: Miniature
- 1951: Il blues della domenica sera
- 1952: Pugilatori
- 1952: Il mercato delle facce
- 1953: Soldati in città
- 1953: La stazione
- 1953: Serenata da un soldo

### Largometrajes
- 1955: Le ragazze di San Frediano
- 1959: Estate violenta
- 1961: La ragazza con la valigia [La chica de la maleta]
- 1962: Cronaca familiare [Crónica familiar]
- 1965: Le soldatesse
- 1968: Seduto alla sua destra
- 1972: I gabbiani d'inverno o l'inverno sull'Adriatico
- 1972: La prima notte di quiete [La primera noche de la quietud]
- 1976: Il deserto dei Tartari [El desierto de los tártaros]

## Premios y reconocimientos
Festival Internacional de Cine de Venecia
| Año  | Categoría                      | Película         | Resultado |
| ---- | ------------------------------ | ---------------- | --------- |
| 1962 | León de Oro                    | Crónica familiar | Ganador   |
| 1962 | Premio de la ciudad de Venecia | Crónica familiar | Ganador   |
| 1962 | Premio Catholic Cinema Clubs   | Crónica familiar | Ganador   |